# Dietrich-Bugatti

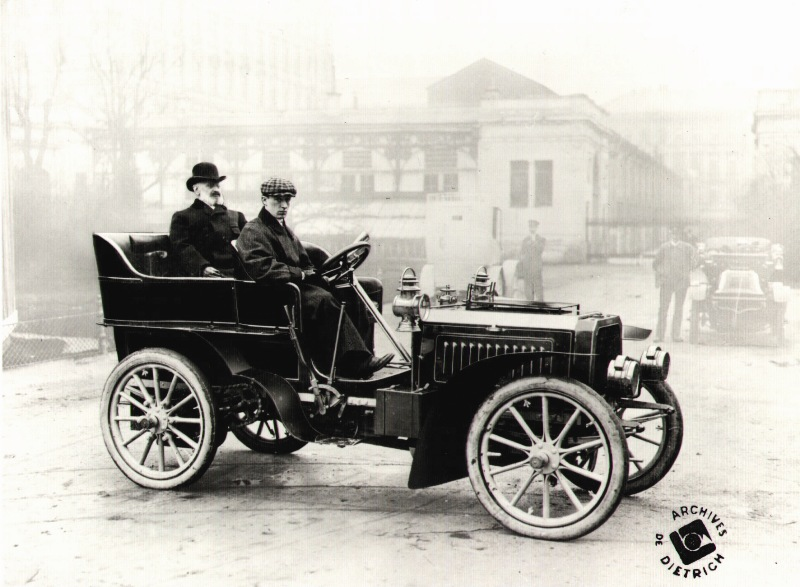
Der erste Pkw von Dietrich-Bugatti, ein De Dietrich 24/28 PS. Am Lenkrad Ettore Bugatti, im Fond Eugène de Dietrich.

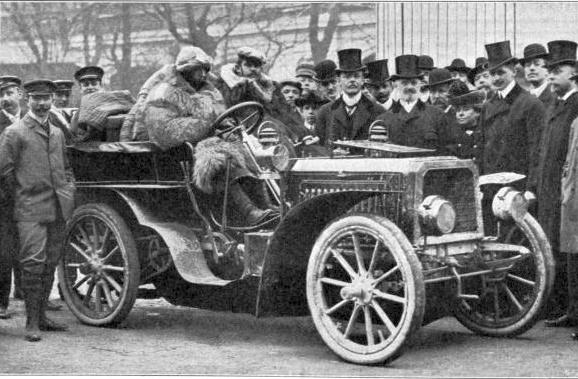
Ettore Bugatti brachte persönlich einen der neuen De Dietrich 24/28 PS zur III. Internationalen Automobilausstellung nach Wien.

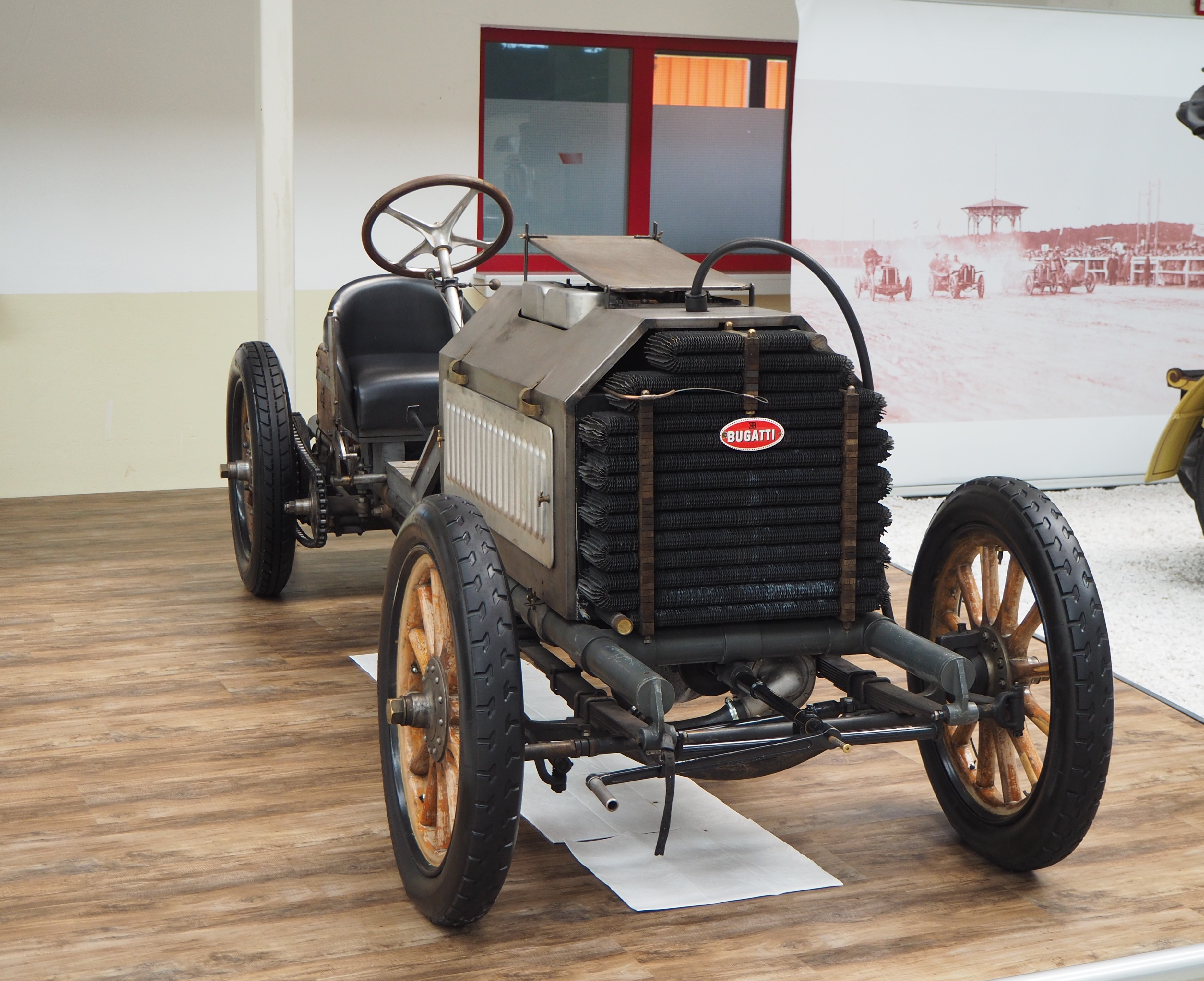
De Dietrich 50/60 PS (Nachbau)

Dietrich-Bugatti ist die Bezeichnung für eine Reihe von Pkw und Rennwagen. Der Konstrukteur war der junge Ettore Bugatti. Er war zwischen 1902 und 1904 für De Dietrich in Niederbronn im Elsass tätig.

## Geschichte
Der elsässische Industrielle Eugène de Dietrich stellte Ettore Bugatti im Juni 1902 als Chefkonstrukteur an. Ihm war der Bugatti & Gulinelli Type 2 der Marke Bugatti & Gulinelli aufgefallen, der 1901 auf einer Automobilausstellung in Mailand gelobt wurde.
Vorgesehen war, auf der Basis des Type 2 neue und größere Modelle zu entwickeln. Ettore Bugatti entwarf zwei Rennwagen und zwei Pkw. Der Markterfolg blieb gering. Im Februar 1904 trennten sich die Partner. Noch 1904 endete die Produktion dieser Modelle.

## Die einzelnen Modelle
Das erste Modell De Dietrich 20 PS war ein Rennwagen. Er wurde 1902 in einigen Rennen eingesetzt.
Ende 1902 folgte der Pkw De Dietrich 24/28 PS und 1903 der stärker motorisierte De Dietrich 30/35 PS.
Für das Autorennen von Paris nach Madrid im Mai 1903 wurde der Rennwagen De Dietrich 50/60 PS entwickelt. Allerdings durfte er nicht starten. Hiervon existiert ein Nachbau.
Insgesamt entstanden je nach Quelle kaum 60 oder 64 Fahrzeuge.